# 1145

سنة 1145 كانت سنة بسيطة تبدأ يوم الإثنين (سوف يظهر الرابط التقويم الكامل للعام) حسب التقويم اليولياني.

## أحداث
- روبرت أوف تشستر يترجم كتاب المختصر في حساب الجبر والمقابلة إلى اللاتينية.

## مواليد
- ابن جبير الجغرافي الأندلسي.

## وفيات
- ابن الفخار الحضرمي